# A Garfield-show szereplőinek listája
Ez a lap A Garfield-show szereplőit listázza.

## Szereplők
- Garfield – Lételeme az evés, az alvás és a TV bámulása.
- Odie / Ubul – A kedves és egyben nyalogatós kutya. Szereti, ha eldobják neki a botot.
- Jon – Garfield és Ubul gazdája, képregényrajzoló.
- Nermal – A világ legbeképzeltebb és legidegesítőbb kiscicája.
- Heléna / Arlene – Garfield barátnője.
- Dr. Elizabeth "Liz" Wilson – Jon barátnője, Garfield és Ubul állatorvosa.
- Mici – Garfield játékmackója.
- Cin-cin – Garfield egér haverja.
- Vito Cappeletti – Profi szakács, Garfield gyakran vendégeskedik a pizzériájában.
- Eddie Gourmand – Híres, túlsúlyos ételkritikus.
- Dr. Whipple – Visszatérő főgonosz.
- Thaddeus Bonkers professzor – Őrült feltaláló.
- Doki Bátyó / Kispajtás – Jon testvére.
- Ivy néni – Jon nénikéje. Jon, Garfield és Ubul félnek tőle.
- Harry – Garfield barátja, olykor ellensége.
- Drusilla és Minerva – Ikertestvérek, Jon unokahúgai. Garfield és Ubul rettegnek tőlük.
- Herman – A körzeti postás, iszonyatosan fél Garfieldtól.
- Paddy – Egy ír manó, Garfield és Ubul barátja.
- Al – Egy nagydarab, ügyetlen sintér.
- Pete – Egy másik sintér, aki néha Al munkatársa.
- Mr. Cannell – A sintértelep igazgatója, Al és Pete főnöke.
- Gorgonzola tábornok – A gonosz űrlasagnák tábornoka.
- A Gonosz Űrlasagnák – Élő lasagnák, akik meg akarják hódítani a Földet.
- Herkules – Garfield-ék szomszédságában élő csivava.
- Gloria – Szőke hajú, fiatal nő, Doki Bátyó barátnője.
- Mr. Barker – Jon főnöke a képregénykiadó cégnél.
- Mr. Allwork / Anthony Allwork – Ügyvéd és üzletember.
- Jack Allwork – Mr. Allwork fia, kedves és gondoskodó.
- Esmeralda Brubaker – Múzeumi kurátor.
- Neferkitty / Noferkitty / Pamacska – A száműzött egyiptomi macskák főpapnője. Garfield átcsalogatta a saját világába, ahol Liz unokahúga, Heather befogadta és Pamacskának nevezte el.
- Heather – Liz unokahúga, Neferkitty / Pamacska gazdája.
- Bruno – Barna, duci, agresszív macska.
- Myron – Vézna utcai macska.
- Lucky – Alacsony utcai macska volt, később befogadja egy erdőben élő, vak ember.
- Mrs. Görény – Egy szupergyors vadászgörény, annyit eszik, mint Garfield. Eddie Gourmand háziállata.
- Rottweiler – Egy kutya, aki nem szereti Garfieldot.
- Dobermann – Egy fekete doberman kutya, aki szintén nem szereti Garfieldot.
- Mókusok – Jonék kertjében lévő fa odújában élnek. Először Ubul ellenségei, később barátai.
- Vakond – Egy vakond, aki egy földalatti autópályának ásta a helyét.
- Tavasz, Nyár, Ősz – Három árva kiscica, akiket később befogadtak.
- Egerek – Egerek, akik Jont idegesítik.
- Tyúk Ica – Egy hiszékeny tyúk.
- Pulyka – Jon tombolán nyerte, de mivel senkinek sem volt szíve megölni vacsorának, befogadták háziállatnak.
- Uszkár – Egy fekete színű, lány uszkár.
- Zúzó – Kóbor, agresszív kutya.
- Mrs. Gourmand – Eddie anyja.
- Angie – Egy idegenvezető.
- Párma király – Az űrlasagnák volt királya.
- Betty Wilson – Liz anyja.
- Robert Wilson – Liz apja.
- Glorm király – A lajháremberek királya.
- Lajháremberek – Glorm király alattvalói és katonái.
- Orloff herceg – A gazdája csakis egy luxuspárnán szállította, amit ő semennyire sem szeretett.
- Mrs. Van Gelt – Orloff herceg gazdája.
- Dawes – Mrs. Van Gelt komornyikja.
- Dr. Jófalvi – Intelligens kesztyűbáb, egy régi gyerekműsorból.
- Boris és Olaf – Két hóember, akik egy különleges együttállás miatt életre kelnek.
- Olga – Egy kövér fagylaltárus, akitől Garfield naponta lopott fagyit.
- Ősember – Az ősember akit a múzeumba akartak szállítani, de kiolvadt a jégből és Olga barátja lett.
- Ciklon Antal – Egy tudós, aki épített egy időjárásgépet.
- Pokróc – Tavaszra, Nyárra és Őszre vigyázott, később Liz szülei befogadják őt.
- Sárkány – Egy zöld, jószívü sárkánylány.
- Szellem macska – Meg kellett ijesztenie valakit, hogy a barátaihoz csatlakozhasson.
- Luffa – Egy repülni tudó szivacs.
- Harland parancsnok – Zöld űrlény, egy sült csirkét áruló gyorsétteremlánc tulajdonosa és alapítója.
- Harland parancsnok asszisztense – Harland asszisztense, szeret csirkét enni.
- Rosie – Hangeffekteket és állandó nevetést tett A Garfield-showba.
- Max – Cin-cin unokatestvére
- Trixie – Szürke lány macska.
- Mrs. Arbuckle – Jon és Doki Bátyó anyja, Mr. Arbuckle felesége.
- Mr. Arbuckle – Jon és Doki Bátyó apja, Mrs. Arbuckle férje.
- Fióka kékmadarak – Garfield vigyázott rájuk, miközben az anyjuk egy garázsban ragadt. Garfield barátai.
- Anya kékmadár – A fiókák anyja.
- Humphrey – Cin-cin egyik egér barátja.
- Biff – Egy izmos egér, Cin-cin osztálytársa volt. Életeleme az edzés.
- Emily – Egy lány egér, Biff barátnője.
- Nathan – Garfield-ék egyik szomszédja, egy gonosz tudósgyerek.
- Nimbus – Egy kicsi, zöld űrlény. Garfield és Ubul barátja.
- Mrs. Cauldron – Egy boszorkány. Garfieldék szomszédja.
- Winona – Mrs. Cauldron unokahúga.
- Rupert – A "Steve's Comics" nevű képregénybolt tulajdonosa.
- Angelica – Vito barátnője.
- Kiszállító fiú – Vito kiszállítója.
- Grafton polgármester – Garfieldék városának korrupt polgármestere volt.
- Webster – Egy programozó.
- Tudósítónő – A hírek felkonferálásával foglalkozik.
- Sellők – Három sellő, akiknek borzalmas énekhangjuk van.
- Menő Benő / Komisz Mama – Pocsék, de jól kereső pizzériát nyitott, ami miatt Vito majdnem csődbe ment.
- Miss Shimdlap – Garfield-ék szomszédja.
- Harvey – Szomszédbéli férfi.
- Paxton – Mr. Barker pesszimista papagája, aki boldog lett, miután Ubul megnyalta.
- Miss Kitty – Dr. Whipple felbérelte, hogy csábítsa el Garfieldot.
- Lyman – Régen Ubul gazdája volt, később Ausztráliába ment védeni az ott élő állatokat.
- Sir Leo – Egy híres, brit akcentusú macska, úgy néz ki, mint Garfield.
- Jonah – Egy fekete macska. Garfield-dal és bárkivel akivel találkozott mind balszerencsés lett.
- Fáni – Egy lány elefánt.
- Giusseppe Essquissitto – Ő tanította meg Vitot főzni és sütni.
- Kis farkas – Ubul az erdőben találta és titokban hazavitte.
- Anya farkas – A kis farkas anyja.
- Ichabod – Jon és Doki Bátyó rokona.
- Millie / Mildred – Egy számítógépes szoftverprogram, aki szerelmes volt Jonba.
- Petey / Pitty – Liz anyjának a kanárija volt.
- Chloe / Csipike / Tojgli – Szereplők a Garfield és barátaiból. Ebben a sorozatban egy részben még visszatérnek statisztaként.
- Nick / Petey2 / Pitty2 – Kanári madár, Liz anyja be szeretné fogadni.
- Tino és Gino – Két kandur, testvérek.
- Samuel W. Underburger – A Garfield-show forgatókönyvírója, aki vicc nélküli epizódokat írt.
- Tyler Edge – Egy fiatal vállalkozó, Jon rajzaiból CGI-s műsort akart készíteni.
- Lester és Chester – Ikerpáros, Garfield-dal kalózosat, és cowboy-osat akartak játszani.
- Abigail – Mrs. Cauldron unokahúga és Winona unokatestvére.
- Greta – Szemüveges, dagadt lány. Szeretett másokat szekálni.
- Celeste Sencler / Celeste Saint Clair / Celeste Saint Claire – Fiatal énekesnő.
- Spencer Spendington – Manziai fehér oroszlánt tartott az állatkertjében, ami ritka és a fogvatartása illegális.
- T3000 – Egy zöld robotsíntér volt.
- Stu – Újonc postás, Hermant helyettesítette.
- Freddy Applegate – Egy 9 éves fiú, veszélyes játékaival bajba sodorja háziállatait.
- Mr. Sellers – Egy értékesítő, takarítórobotot adott el Jonnak.
- Rendrex 7000 – Egy takarítórobot, ami zavarta Garfieldot és Ubult.
- Mr. Gizzard – A hentesüzlet tulajdonosa.
- Chuck Yenta – Televíziós műsorvezető.
- Packy – Cin-cin unokatestvére, aki szeret mindent csereberélni.
- Mr. Albert – Egy korlátlan fogyasztású éttermet vezetett, Garfield miatt becsődölt.
- Macszilla – Halloween-kor megszökött az állatkertből. A fogaiból következtetve valószínűleg a kardfogú tigris leszármazottja.
- Spumoni – A második lasagna kém, egy aranyos kiscicának álcázta magát.
- Csendes Jack – Egy félelmetes betörő, aki Garfieldék környékén ólálkodott.
- Ralph – Doki Bátyó segédje.
- Dr. Angus McCloon – A párhuzamos univerzumban élő tudós macska.
- Armandó – Ő volt Jon szabója, amikor nyertek a lottón.
- Bírságosztó robotok – Bírságot szedtek azoktól, akik bántották a cicákat.
- Ratzo – Cin-cin rosszindulatú rokona.
- Omar – Egy gonosz dzsinn.
- Lucretia és Tabitha – Ikertestvérek, Drusilla és Minerva unokatestvérei.
- Esther néni – Ivy néni ikertestvére.
- Mindy – Szürke lány macska.
- Larri – Szőke hajú kislány.
- Dirk Dinkum – Egy ausztrál, kigyúrt orvvadász.
- Buckley – Egy alacsony férfi, Dinkum volt segédje.
- Seherezádé – Perzsa mesemondó.
- Óriás tintahal – Egy csatornába került tintahal.
- Gombócka / X ügynök – Egy magát X ügynöknek nevező dagadt, kék kandúr, aki bátor történeteket talált ki magáról.
- Angel – Egy kiscica. Személyisége Nermaléra hasonlít.
- Idős házaspár
- Utazó űrlény
- Tudósító férfi
- Armstrong
- Hector
- Dr. Puzzle
- Dr. Somnambulo
- Percy
- Kukás
- Főboszorkány
- Fehér oroszlán király
- Herceg és Hercegnő
- Tania királynő
- Kontroll mester
- Nathan anyja
- Szadi nővér
- Ricotta
- Techno
- Bunky, Funky és Junky
- Zeke, Luke és Clyde
- Zabadu
- Varicella
- Beasley
- Myron
- Idős nő – Gombócka / X-ügynök gazdája.
- Menő Benő alkalmazottja
- Teddy-Tron 2000
- Tacskó
- Béka
- Garfield rokonai
- Bernard Scambury
- Barna macska
- Víz alatti halak
- Pókok
- Űrlény egerek
- Űrlény Garfield
- Barracuda
- Oliver Octavius
- Rozsdás Kakas – Tyúk Ica barátja, ő is elhitte, hogy rájuk szakad az ég.
- Kerge Kacsa – Tyúk Ica egy másik barátja ő is szintén elhitte, hogy rájuk szakad az ég. Erősen selypít.
- Róka Rudi – Egy gonosz róka, megakarta enni Tyúk Icáékat, de Garfield egy csellel elűzte.
- Sir Leo ügynöke
- Paw Li
- Jean-Louis
- Kate Turkeybaster
- Michael Fastblood
- Rob, az óriáscsirke
- Dr. Mo
- Cody
- Shirley
- Herman főnöke
- Nővér
- Robotkutya
- Mr. Connors
- Születésnapi torta szörny
- Sarah O'Connor
- Mr. Hotchkins
- Bámulatos Szuperhős / Csatornaigazgató
- Joe
- Moe
- Bankrablók
- Kék űrlény
- Zöld űrlény
- Kaal'zone császár
- Jim Davis
- Isaac Newton
- "Leggyengébb agysejt" házigazda
- Mrs. Whipple – Dr. Whipple felesége.
- Pulver – Általában hot-dog árus, de emellett néha egérirtó vagy kamerás.
- Fagyis ember
- Narrátor
- Sue
- Jon biztosítási ügynöke
- Mrs. Barker – Mr. Barker felesége.
- Leonardo da Vinci
- Ludwig van Beethoven
- Renfrew – Egy kutya, aki egyszer macska akart lenni és amit Garfield el is hitetett vele.
- Mexikói ugróbab
- Pablo – Jon Mexikóban élő unokatestvére.
- Mr. Schnitzel
- Brent Mogul
- Chester – Albert korlátlan éttermének rövid idejű alkalmazottja.
- Turista
- Főbérlő
- Robo-Mici
- Sam
- Causlow
- Brandon Scoop
- Irv
- Neferkitty testőrei
- Kispajtás állatai
- Bárányok
- Voldo
- Dingbang
- Bella Bellissima
- Siam és Tyham
- Tang
- Légiutas kisérő
- A hegy mestere
- Pandák
- Béka (2)
- Mr. Allwork titkára
- Mrs. Dumond
- Raven
- Bruce
- Hermione
- Metalla
- Zoe
- Sprocketi űrlények
- Luke
- Edgar
- Sandra
- Fogorvos
- Anja
- Bleen
- Glemm
- Goliath
- Rufus
- Gitározó patkány
- A házikedvencverseny zsűritagja
- McCooCoo kapitány
- Nunzio Cappelletti
- Louie
- Egészségügyisek
- Vito anyja
- Gnarly, Farley és Charley
- Aligátor
- Béka (3)
- Norvell
- Artie
- Álommanó
- Dave Stringer
- Anyabagoly
- Bobby
- Edna Crassmeier
- Mary Margaret
- Borz
- Cecile
- Agnes – Herman, a postás felesége, a műsorban sosem látható.
- Cynthia
- Dupla-Nulla Semmi ügynök